# Gareth Myles
Pour les articles homonymes, voir Myles.
Gareth Myles est un acteur, réalisateur, scénariste et directeur de la photographie britannique né le 20 décembre 1978 à Bangor (Royaume-Uni).

## Filmographie

### comme acteur
- 1995 : Stunts (série TV) : Falfa
- 1998 : Death: The Franchise : Francis - Death
- 1998 : Snare : Shemp Hitman
- 1999 : Saturday Night : Alex
- 1999 : Paper Thin : Councilman
- 1999 : Shot at Dawn: A Silent Reminder (TV) : Deserting Soldier
- 1999 : The Goldfish Bowl : Gun Man #1
- 2000 : Rupert Steckil: Genesis of a Filmmaker : Rupert Steckil
- 2000 : Getaway : Tony
- 2001 : Sheep R Us (série TV) : Various
- 2002 : Butterfly Man : Clive
- 2002 : The Killing Point (vidéo) : Alan McKenzie
- 2002 : Dark Descent : Velentro
- 2004 : The Eliminator : Watson

### comme Réalisateur
- 1998 : Death: The Franchise
- 1999 : Saturday Night
- 2000 : Getaway
- 2001 : Seaborne (vidéo)
- 2002 : Queen Elizabeth 2: The Grand Voyage (vidéo)
- 2002 : Seaborne 2: The Second Wave (vidéo)

### comme scénariste
- 1997 : Stunts 6: The Box Finale
- 1998 : Death: The Franchise
- 1999 : Saturday Night
- 2000 : Rupert Steckil: Genesis of a Filmmaker

### comme directeur de la photographie
- 1999 : Watched